# SN 1976M
SN 1976M – niepotwierdzona supernowa odkryta w lipcu 1976 roku w galaktyce A164454+5819. W momencie odkrycia miała maksymalną jasność 17,00m.